# Río Tapenagá
El río Tapenagá (Tape, "camino", y naga, "almas") es un curso de agua de la República Argentina que en su mayor parte se encuentra en la provincia del Chaco y su curso inferior en la provincia de Santa Fe.
Su recorrido se hace entre montes verdes y húmedos como así entre jacintos e irupés. Alimentado por las aguas de las lluvias de los Bajos Submeridionales y por la gran humedad de la región su agua es límpida y bien dulce. Los suelos donde se desarrolla son arcillosos, y la cobertura boscosa algo irregular. Ambos elementos propician un régimen irregular a lo largo del año si se compara con otros ríos de la zona.
Hay algunas cabañas que hacen ecoturismo por la llamada línea Tapenagá y es cruzado por puentes de algarrobos y quebrachos que datan de más de 100 años. Su longitud es de 300 km y desemboca en el Río Paraná.
Un trabajo de investigación estimó que el río Tapenagá transporta entre 3 y 8 % de lo acumulado en su cuenca.

## Chaco-Proyecto Saneamiento Hídrico y Desarrollo productivo de la Línea Tapenagá
Las obras hídricas en la cuenca del Tapenagá son integrales y están destinadas a beneficiar a los productores de esa cuenca quienes generan el 20 % de la riqueza primaria agrícola ganadera de la provincia. A 2006, hechas en un 98 % y próximas a habilitarse, se realizaron en el Proyecto PROSAP de Saneamiento Hídrico y Desarrollo Productivo de la Línea Tapenagá, con la importante participación de la Administración Provincial del Agua (APA), entre el Gobierno del Chaco y la SAGPyA - Secretaría de Agricultura, Ganadería, Pesca y Alimentos de la Nación, con recursos del BIRF - Banco Internacional de Reconstrucción y Fomento, del orden de los diez millones de dólares. tapenaga2.php (enlace roto disponible en Internet Archive; véase el historial, la primera versión y la última).

### Objetivos Específicos de las obras
- Disminuir tiempos y áreas de anegamiento en las zonas de producción agrícola correspondientes a los sistemas Bajo Hondo I, II y III
- Saneo hídrico en las áreas de producción pecuaria ubicadas en la cuenca media.
- Mejora en la transitabilidad de la red caminera secundaria, con obras viales en coincidencia con los canales principales y de conexión, adecuando el alcantarillado existente
- Ampliación o reemplazo de obras de arte de la cuenca, demostraron un funcionamiento hidráulico que lo requería

### Descripción
Con la obra de canalización, los excedentes hídricos de la Cuenca Alta del Tapenagá, se trasladan a un punto de descarga en el cauce del río. Estas obras permitirán el control de procesos de inundación y tendiendo al saneamiento hídrico de las áreas agrícolas, modificarán efectos nocivos de la descarga hídrica en la Cuenca Media, orientando el desagüe principal hacia el Río Tapenagá, en la Cuenca Baja, donde existe capacidad natural para recibir y transportar tales excedentes sin producir daños
La obra es hidrovial pues prevé la construcción de un camino lateral al canal con el producto de la excavación, corrigiendo la altura de rasante de los caminos existentes, o construyendo un camino nuevo donde no existe. Se contempla construir las cunetas laterales al camino y bordos discontinuos
Se movilizan 3.000.000 m³ de tierra. Para el cauce del canal se excavó en 103 km permitiendo el paso de un caudal de 20 m3/s; y se limpiaran 180 km del cauce del Río Tapenagá.

### Conectores
Se realizaron las conexiones a los canales ya existentes de Bajo Hondo I, II y III con la obra principal. Corresponde señalar que el Canal Bajo Hondo II se amplió en unos 32 km

### Caminos
Con la construcción del canal se mejoraron caminos de Colonia Urdaniz, Estancia Don Ovidio, Estancia El 38, como así también se realizó la adecuación hídrica de la RN 89, en 78 km

### Alcantarillas
En la zona del Canal, y sobre los canales existentes Bajo Hondo I, II y III, se construyeron 127 alcantarillas de hormigón armado. Y se construyeron 233 km de alambrado con tranqueras. Se reacondicionaron 28 km de alambrado.

### Sifón de hormigón armado
En su cruce con el arroyo Tapenagá, el canal alcanza una depresión que no puede ser superada con estructuras elevadas, tanto por razones técnicas como económicas, por lo que se adoptó como variante más conveniente que el canal cruce el desnivel por medio de un conducto que se desplaza por debajo del río, denominado “sifón”. La obra, concluida, es un túnel de hormigón armado de 90 m de largo x 7 de ancho x 2,5 de alto, construido a 2 m por debajo del lecho del río. Está ubicada sobre la RP 66, a 55 km de Machagai, en dirección a la localidad de Horquilla. Esta construcción, que conservará el comportamiento habitual del río de manera permanente, se considera, por dimensiones y estructura, única en el país. El sifón cuenta con estructuras de entrada y de salida para lograr condiciones de transición hidráulica eficiente. Su diseño permite que el flujo se desarrolle con las menores perturbaciones, evitando los choques bruscos contra las paredes y los cambios de dirección pronunciados. El agua que transporte el canal pasará por debajo del cauce del río y continuará su escurrimiento ordenado, preservando el ambiente

### Sensores
Además de una estación meteorológica, se están instalado 12 estaciones remotas con sensores, en toda la cuenca, que permitirán tener información inmediata del nivel de cauce del canal y del río, grado de turbidez, acidez, sedimentos y registros pluviométricos. 

### Resumen de obras
- Movimiento de suelo: 3.000.000 m³
- Excavación de Canal (Capacidad 20 m³/s): 103,12 km
- Limpieza y Ampliación de Canal Existente: 32 km
- Alcantarillas de Hormigón Armado: 127 Unidades
- Alcantarillas y Puentes de Madera Quebracho: 19 Unidades
- Sifón Hormigón Armado: río Tapenagá 500 m³ Hormigón
- Sifón PeAD: Acueducto P.R.S. Peña – Villa Ángela. Long. 90 m
- Viviendas: 16
- Alambrados y Tranqueras a Construir y/o Reacondicionar: 261 km
- Inversión: U$D 10.000.000